# Battle of the Sexes
Battle of the Sexes – siódmy album studyjny Ludacrisa. Wydany został 9 marca 2010. Zajął 1. miejsce na liście Billboard 200.

## Lista utworów
| #  | Tytuł                                 | Gościnnie            | Producent               | Czas |
| -- | ------------------------------------- | -------------------- | ----------------------- | ---- |
| 1  | "Intro"                               |                      | Xcel                    | 1:28 |
| 2  | "How Low"                             |                      | T-Minus                 | 3:21 |
| 3  | "My Chick Bad"                        | Nicki Minaj          | The Legendary Traxster  | 3:36 |
| 4  | "Everybody Drunk"                     | Lil Scrappy          | DJ Montay               | 4:10 |
| 5  | "I Do It All Night"                   | Shawnna              | B Crucial & Tony Dinero | 4:41 |
| 6  | "Sex Room"                            | Trey Songz           | Kajun                   | 5:30 |
| 7  | "I Know You Got a Man"                | Flo Rida             | Infinity                | 4:03 |
| 8  | "Hey Ho"                              | Lil’ Kim & Lil Fate  | Khao                    | 4:12 |
| 9  | "Party No Mo"                         | Gucci Mane           | Bangladesh              | 4:21 |
| 10 | "B.O.T.S.(Battle of the Sexes) Radio" | I-20, Shawnna        | The Runners             | 4:56 |
| 11 | "Can’t Live With You"                 | Monica               | Khao                    | 4:19 |
| 12 | "Feelin' So Sexy"                     | Shawnna              | Gaggie                  | 3:29 |
| 13 | "Tell Me a Secret"                    | Ne-Yo                | Swizz Beatz             | 4:18 |
| 14 | "My Chick Bad (Remix)"                | Diamond, Trina & Eve | The Legendary Traxster  | 3:23 |
| 15 | "Sexiting"                            |                      | The Neptunes            | 4:43 |